# Fatische communicatie
In de linguïstiek is fatische communicatie het spreken om sociale redenen en zonder de bedoeling om informatie over te dragen. De term is geïntroduceerd door de antropoloog Bronisław Malinowski in het begin van de 20e eeuw.
Een voorbeeld is de zin "Hoe gaat het ermee?". Dikwijls is dit alleen een algemene begroeting en niet bedoeld om een echt antwoord te krijgen anders dan het even zo fatische "Goed. Dank u. En met u?". Door context en vooral door intonatie kan dezelfde vraag wel betekenis krijgen. 
Ook hele conversaties kunnen fatisch zijn en geen ander doel dienen dan dat de deelnemers 'elkaars aanwezigheid bevestigen'. Of gewoon omdat stilte als ongemakkelijk wordt ervaren, kortom: praten om het praten.